# Museo de la Bomba Atómica de Nagasaki

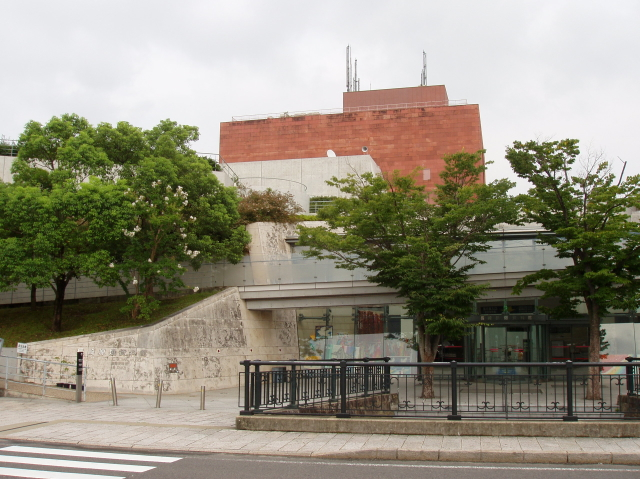
Museo de la Bomba Atómica de Nagasaki, establecido en 1955 y construido en 1996, en la dirección Hirano-machi 7-8.

El Museo de la Bomba Atómica de Nagasaki (en japonés 長崎原爆資料館, Nagasaki Genbaku Shiryōkan) se encuentra en la ciudad de Nagasaki, Japón. El museo recuerda la explosión de la bomba atómica que devastó Nagasaki el 9 de agosto de 1945.

## Historia
El primer museo de la bomba fue construido en 1945. El actual museo fue inaugurado en abril de 1996 con motivo del 50.º aniversario del bombardeo.
El museo recorre la historia del evento como una historia, centrándose en el ataque y los acontecimientos que condujeron a ella. También cubre la historia del desarrollo de las armas nucleares. El museo muestra fotografías, reliquias y documentos relacionados con la bomba atómica. También se muestran vídeos.
Al lado del museo esta el Hall de Memoria Internacional de Nagasaki para las Víctimas de la Bomba Atómica. Construida en 2003, por tres propósitos:
- Recordar a aquellos que perecieron durante el bombardeo atómico y ofrecer una oración por la paz;
- Ofrecer información en cooperación internacional e intercambio de actividades concernientes al tratamiento de los que aún sufren por el accidente nuclear.
- Preservar fotos de los perecidos, y memorias y los relatos personales sobre la bomba atómica.